# Duehoved
Duehoved (Chelone) er en slægt med de 3 nedennævnte arter, der er udbredt i Nordamerika. Det er flerårige, urteagtige planter med opret vækst og modsatte, hele blade. Blomsterne er samlet i endestillede stande. De enkelte blomster er 5-tallige og stærkt uregelmæssige med sammenvoksede, oppustede kroner. Frugterne er todelte kaplser med mange frø.
| Beskrevne arter |

- Glat duehoved (Chelone glabra)
- Rød duehoved (Chelone lyonii)
- Almindelig duehoved (Chelone obliqua)